# Эклипс (пограничная застава)
Эклипс — пограничная застава России, существовавшая в одноимённой бухте на полуострове Таймыр в Таймырском Долгано-Ненецком районе Красноярского края в 1968—2006 годах. Одно из самых северных и удалённых поселений Евразии.

## История
Застава была основана в 1968 году, её задачей являлась охрана побережья Северного Ледовитого океана. Сооружения заставы представляли собой три деревянных здания, в двух из которых размещались квартиры офицеров и контрактников, а в третьем — казарма, столовая и штаб. Персонал заставы был не более 20—30 человек. Застава была одной из самых удалённых и труднодоступных в России: связь с внешним миром осуществлялась почти исключительно по радио, лишь пару раз за год прибывали вертолёты и ледоколы.
Рядом с заставой размещалась часть Войск противовоздушной обороны, где проходили службу около 500 военнослужащих, закрытая в 1995 году.
В рамках процесса реорганизации пограничных структур застава «Эклипс» была закрыта в начале 2006 года.

## Достопримечательности
Единственной расположенной вблизи заставы достопримечательностью является так называемый «крест Колчака» — деревянный крест с указанными на нём географическими координатами, якобы установленный на этом месте Александром Васильевичем Колчаком во время экспедиции на шхуне «Заря» в 1900—1902 годах. Рядом с Крестом Колчака расположено небольшое кладбище, где находятся могила кочегара Мячкова, скончавшегося в 1915 году во время плаванья на ледоколе «Вайгач», солдата-десантника из части ПВО, замёрзшего в 1974 году и пограничника Сергея Кузнецова, погибшего от обморожений в 2000 году.

## Происшествия
Известно как минимум об одном смертельном случае, произошедшем на заставе: в 2000 году в сильный мороз трое военнослужащих — лейтенант и двое солдат-срочников — выехали с заставы на вездеходе МТЛБ для выполнения задания. В пути началась сильная пурга, вездеход сломался, после чего один из солдат вырыл яму в снегу и провёл там более суток в ожидании прекращения непогоды. Лейтенант и второй солдат отправились пешком на заставу, в результате чего лейтенант получил сильные обморожения и стал инвалидом, а рядовой Сергей Кузнецов 1980 года рождения скончался от переохлаждения и обморожений. Тело Кузнецова не удалось эвакуировать с заставы, он был погребён рядом с ней. Солдат, укрывшийся от непогоды в снегу, после окончания пурги благополучно вернулся на заставу.